# 市制 (臺灣)
臺灣市制是指臺灣的建制市制度，始於日治時期。1903年出現、1916年確立的臺南市，為最早以「市」命名的行政區劃、也是當時唯一的一個，但此時的市僅為地區名，並不具有法人地位與「市」的管理機構，因此尚非為現今定義下正式的市制。臺灣正式建立建制市制度的濫觴，為1920年施行的《臺灣市制》法律；日治時期的市制也某種程度影響戰後時期在中華民國治下的市制規劃，並延續至今。

## 日治時期

1920年臺灣市制
州轄市

《臺灣市制》由臺灣總督府在1920年7月30日以律令第五號公布，同時以府令第四十三號表示將於該年10月1號實施，全文共39條，為臺灣各州轄市的制度法源。
以台北市為例，台灣市制實施後，除了增加台北市尹首長一職外，該市更成立了具有30名協議員的台北市協議會。該議會雖未具有法定約束力，但仍視為台北市政歲入、歲出預算、市稅賦課、罰款規範等方面的諮詢機構。除此，台灣市制最大的變革是將台灣總督府所轄州郡市等視為公共團體，因此享有一定限度自主權；故順應時勢，除了第一批的臺北、臺中、臺南三市改制之外，1924年至1940年也陸續成立其他8市。
應注意外地（含台灣、關東州等）市制與日本內地（含樺太）市制所適用的法律不同。詳見市制 (日本)。
1935年，台灣總督府就台灣市制二度修正，明定「市」為法人，依法處理公共事務，並受官署之監督。並增加市議會的權限，從諮詢升格為「對行政機關具有約束力的準自治機構」。另外各市下劃非正式行政區劃的區，負責區內之治安、防災、清潔衛生、統計資料收集、道路、橋樑等公設物的管理。
1941年，台灣總督府公佈「新高港都市建設計劃方案」，計畫以梧棲街為中心合併鄰近街庄（大甲郡大甲街、清水街、沙鹿街、龍井庄）組成「新高市」，為台中州第三個州轄市，但受太平洋戰爭影響而沒有正式設置。

### 施行市制
臺灣市制實施後，施行市制的都市與施行起始年月：
| 名稱     | 假名 | 羅馬字 | 市徽 | 轄屬區域      | 施行日期       | 面積（km²） | 人口（1942年） | 所屬州廳 |
| -------- | ---- | ------ | ---- | ------------- | -------------- | ----------- | -------------- | -------- |
| 臺北市   |      |        |      | 64町19大字    | 1920年9月1日   | 66.9872     | 38萬3650       | 臺北州   |
| 臺中市   |      |        |      | 31町16大字    | 1920年9月1日   | 29.6655     | 10萬1272       | 臺中州   |
| 臺南市   |      |        |      | 31町12大字    | 1920年9月1日   | 66.0757     | 15萬8689       | 臺南州   |
| 基隆市   |      |        |      | 28町11大字    | 1924年12月25日 | 46.7624     | 10萬7683       | 臺北州   |
| 高雄市   |      |        |      | 14町33大字1區 | 1924年12月25日 | 99.4860     | 19萬7897       | 高雄州   |
| 新竹市   |      |        |      | 15町30大字    | 1930年1月20日  | 100.5919    | 9萬2692        | 新竹州   |
| 嘉義市   |      |        |      | 17町15大字    | 1930年1月20日  | 55.9317     | 10萬2192       | 臺南州   |
| 彰化市   |      |        |      | 13大字        | 1933年12月20日 | 65.6947     | 6萬3033        | 臺中州   |
| 屏東市   |      |        |      | 21町6大字     | 1933年12月20日 | 65.0670     | 6萬2185        | 高雄州   |
| 宜蘭市   |      |        |      | 12大字        | 1940年10月28日 | 28.0738     | 3萬8909        | 臺北州   |
| 花蓮港市 |      |        |      | 5大字         | 1940年10月28日 | 29.4095     | 3萬9813        | 花蓮港廳 |
| 新高市   |      |        |      | 計畫未實施    | 計畫未實施     | 計畫未實施  | 計畫未實施     | 臺中州   |

## 中華民國時期

現行臺灣建制市分布圖
直轄市
市
縣轄市

現今臺灣的建制市，依中華民國法律共有三種：直轄市、市及縣轄市，三者的規模與設立標準差異頗大。以下主要以統整的觀點描述這些建制市的設立與發展，設置標準與其他細節詳見該類市制主條目。
1945年至1946年，進入中華民國時期的臺灣的第一批市，即延續日治時期所設的11個市，其中除宜蘭市與花蓮市（原花蓮港市）為縣轄市之外，其餘的9個市皆為省轄市。省轄市是中華民國原有的市制。值得一提的是縣轄市，臺灣原有的部份市因未達省轄市之標準，但重要性又高於一般鄉鎮，降為鄉鎮恐引發民怨，故特別增設而來。
1950年至1951年進行第二階段的行政區域調整，此次大致上確立了臺灣的行政區劃並延用至2010年，新竹、嘉義、彰化、屏東等4市於此時降為縣轄市。之後到1982年新竹、嘉義又重新升格省轄市。1994年因應新修正的法規（《省縣自治法》、《直轄市自治法》）省轄市改稱為「市」。而在縣轄市的部分，1981年法規再增訂「縣治所在地」亦得設縣轄市（不過爾後修正之現行法規已無此規定），形成今日部分縣轄市之人口少於10萬、甚至不足5萬的現象。設置縣轄市之門檻為15萬人口，但近年來人口往大都市集中、以及人口成長趨緩，使有部分鄉鎮雖人口趨近但遲遲無法突破，出現了「合併改制」的想法。立法院也於2014年開始著手相關法規（《地方制度法》）的審查，並於2015年5月正式通過將人口門檻下修至10萬，員林鎮及頭份鎮等「大鎮」因而直接適用而成功改制為市。
直轄市在臺灣出現，要到1967年的臺北市，後於1979年增設高雄市，皆由省轄市升格而來，此時的直轄市尚為面積300平方公里以下的建制市。2010年的4個新設直轄市的出現（新北市、臺中市、臺南市、高雄市），由人口名列前矛的縣與市合併升格而來，這些直轄市的面積有2000平方公里以上、人口近200萬或200萬以上，面積與人口規模皆為空前的大。
由於多數的縣轄市皆集中於人口規模較大的縣，縣的升格皆造成縣轄市的大幅減少（縣轄市改成直轄市的區），於2014年底桃園縣升為直轄市後，不再出現縣轄市的人口規模超越市的情況（如先前板橋市的人口多於新竹市、桃園市的人口多於基隆市等）。

### 現行的建制市列表
以下依序以位階高低、改制時間、由北而南列出臺灣現在所有的市：
| 序號 | 市名   | 圖片 | 改制年份      | 地區         | 人口(2025年4月) | 面積 (km²) | 類別   | 區劃 |
| ---- | ------ | ---- | ------------- | ------------ | --------------- | ---------- | ------ | ---- |
| 1    | 臺北市 |      | 1967年        | 臺北都會區   | 2,465,350       | 271.7997   | 直轄市 | 12區 |
| 2    | 新北市 |      | 2010年        | 臺北都會區   | 4,048,065       | 2,052.5667 | 直轄市 | 29區 |
| 3    | 臺中市 |      | 2010年        | 臺中都會區   | 2,866,096       | 2,214.8968 | 直轄市 | 29區 |
| 4    | 臺南市 |      | 2010年        | 臺南都會區   | 1,857,618       | 2,191.6531 | 直轄市 | 37區 |
| 5    | 高雄市 |      | 1979年 2010年 | 高雄都會區   | 2,727,545       | 2,951.8524 | 直轄市 | 38區 |
| 6    | 桃園市 |      | 2014年        | 桃園都會區   | 2,346,583       | 1,220.9540 | 直轄市 | 13區 |
| 7    | 基隆市 |      | 1945年        | 臺北都會區   | 361,399         | 132.7589   | 市     | 7區  |
| 8    | 新竹市 |      | 1982年        | 新竹次都會區 | 456,368         | 104.1526   | 市     | 3區  |
| 9    | 嘉義市 |      | 1982年        | 嘉義次都會區 | 261,501         | 60.0256    | 市     | 2區  |
| 10   | 宜蘭市 |      | 1946年        | 宜蘭         | 94,933          | 29.4080    | 縣轄市 | 38里 |
| 11   | 花蓮市 |      | 1946年        | 花蓮         | 97,818          | 29.4095    | 縣轄市 | 45里 |
| 12   | 彰化市 |      | 1951年        | 彰化         | 222,329         | 65.6947    | 縣轄市 | 73里 |
| 13   | 屏東市 |      | 1951年        | 屏東         | 192,323         | 65.0670    | 縣轄市 | 79里 |
| 14   | 臺東市 |      | 1976年        | 臺東         | 103,048         | 109.7691   | 縣轄市 | 46里 |
| 15   | 苗栗市 |      | 1981年        | 苗栗         | 85,979          | 37.8878    | 縣轄市 | 28里 |
| 16   | 南投市 |      | 1981年        | 南投         | 96,977          | 71.6021    | 縣轄市 | 34里 |
| 17   | 斗六市 |      | 1981年        | 雲林         | 109,255         | 93.7151    | 縣轄市 | 38里 |
| 18   | 馬公市 |      | 1981年        | 澎湖         | 63,699          | 33.9918    | 縣轄市 | 33里 |
| 19   | 竹北市 |      | 1988年        | 新竹         | 220,287         | 46.8341    | 縣轄市 | 31里 |
| 20   | 太保市 |      | 1991年        | 嘉義         | 39,688          | 66.8964    | 縣轄市 | 18里 |
| 21   | 朴子市 |      | 1992年        | 嘉義         | 40,293          | 49.5737    | 縣轄市 | 27里 |
| 22   | 員林市 |      | 2015年        | 彰化         | 122,665         | 40.0380    | 縣轄市 | 41里 |
| 23   | 頭份市 |      | 2015年        | 苗栗         | 108,048         | 53.3205    | 縣轄市 | 33里 |

## 註释
1. ↑  10月5日改制，晚於員林的8月8日故列於其後。

### 其他資料
- 黃武達. . 台北: 台北市文獻委員會. 2000.